# Heinz Koch (Fußballspieler, 1947)
Heinz Koch (* 3. April 1947) ist ein ehemaliger deutscher Fußballspieler. Von 1969 bis 1971 hat der Defensivakteur bei Rot-Weiss Essen fünf Spiele in der Fußball-Bundesliga absolviert.

## Karriere
Koch wechselte 1969 von BV Altenessen in die Bundesliga zum Stadtnachbarn Rot-Weiss Essen. Sein Debüt gab der Defensivakteur am 7. Spieltag der Saison 1969/70 beim Auswärtsspiel gegen den 1. FC Kaiserslautern, es endete 0:0. Sein erstes Spiel vor heimischen Kulisse an der Hafenstraße endete acht Tage später ebenfalls 0:0, in der Partie wurde Koch in der 69. Spielminute von Trainer Herbert Burdenski eingewechselt. Sein drittes und letztes Spiel in der Saison verlor er am 15. Oktober 1969 mit 1:4 Toren bei Borussia Dortmund. Er kam in der Abwehr nicht an Spielern wie Wolfgang Rausch, Heinz Stauvermann und Peter Czernotzky vorbei. In der Folgesaison absolvierte er in der Hinrunde gegen Hannover 96 und Arminia Bielefeld zwei weitere Spiele im Oberhaus des deutschen Fußballs. Nach dem Abstieg in die Fußball-Regionalliga West war Koch in der Saison 1971/72 beim Erreichen der Vizemeisterschaft mit 113:37 Toren nochmals in sechs Spielen im Einsatz gewesen. Die Stammformation der Defensive war unter Trainer János Bédl zumeist mit Czernotzky, Rausch, Hermann Erlhoff, Stauvermann und Roland Peitsch angetreten. Sein letztes Regionalligaspiel absolvierte Koch am 1. April 1972 beim 5:0-Auswärtserfolg gegen den VfL Klafeld. 1972 wechselte er zu Hamborn 07.
Koch war über Jahre im Vorstand seines ehemaligen Vereins Rot-Weiss Essen aktiv.